# Lon Nol
Lon Nol (13. listopadu 1913 — 17. listopadu 1985) byl kambodžský voják a politik, prezident Khmerské republiky v letech 1972 až 1975.
V dobách francouzské nadvlády byl úředníkem koloniální správy, od roku 1946 zastával funkci guvernéra provincie Kratié. O rok později založil pravicovou Stranu khmerské obnovy, která podporovala prince Sihanuka. Po vyhlášení nezávislosti se stal náčelníkem generálního štábu a od roku 1960 ministrem obrany. V roce 1966 byl jmenován předsedou vlády, ale o rok později ho Sihanuk, který ve Vietnamské válce zachovával neutralitu, odvolal pro příliš proamerické postoje. V lednu 1968 však Rudí Khmerové zahájili povstání a Sihanuk zkušeného vojáka Lon Nola zase potřeboval. Dosadil ho do funkce ministra obrany a v roce 1969 mu svěřil i premiérský post. 17. března 1970 využil Lon Nol s dalším prozápadním politikem Sirik Matakem Sihanukova zdravotního pobytu ve Francii k provedení státního převratu.
Sihanuk byl sesazen a v nepřítomnosti odsouzen k trestu smrti, v říjnu 1970 byla oficiálně vyhlášena Khmerská republika. Lon Nol získal v roce 1971 titul maršála a ve zmanipulovaných volbách v březnu 1972 se nechal zvolit hlavou státu. Jeho režim se orientoval jednoznačně na Spojené státy, zahájil také rozsáhlé represe proti vietnamské menšině. Stát byl velmi zkorumpovaný, stárnoucí a nemocný Lon Nol ztrácel kontrolu nad veřejnými záležitostmi. Proti vládě se sjednotili komunisté s monarchisty a dobývali na špatně vycvičených Lon Nolových jednotkách rozsáhlé oblasti na venkově. Nepomohlo ani vyhlášení výjimečného stavu v dubnu 1973. Lon Nol začal spoléhat na kouzla, nařídil buddhistickým kněžím, aby vytvořili kolem hlavního města kruh z posvěceného písku. Nakonec prezident odletěl 2. dubna 1975 na léčení na Havaj a 17. dubna obsadili Phnompenh Rudí Khmérové .
Lon Nol zemřel v exilu v americkém městě Fullerton (Kalifornie).